# Cornell Green (Footballspieler, 1940)
Cornell M. Green (* 10. Februar 1940 in Oklahoma City, Oklahoma, USA, Spitzname: Sweet Lips) ist ein ehemaliger US-amerikanischer American-Football-Spieler. Er spielte als Cornerback und Safety in der National Football League (NFL) bei den Dallas Cowboys.

## Spielerlaufbahn

### Collegekarriere
Cornell Green wuchs in Richmond, Kalifornien, auf, wo er auch die Highschool besuchte. Sein älterer Bruder Pumpsie Green war ein erfolgreicher Baseballspieler und wurde im Jahr 1959 als erster dunkelhäutiger Spieler von den Boston Red Sox verpflichtet. Cornell Greene hingegen war auf der Schule als Basketballspieler erfolgreich aktiv. Von 1960 bis 1962 studierte Cornell Green an der Utah State University und spielte dort für die Utah State Aggies Basketball. Aufgrund seiner sportlichen Leistungen wurde er zweimal zum All American und dreimal in die Ligaauswahl gewählt. Bis zu seiner Verpflichtung bei den Dallas Cowboys spielte er nie American Football.

### Profikarriere
Im NBA Draft 1962 wurde Green von den Chicago Zephyrs gezogen. Er unterschrieb jedoch nie einen Profivertrag bei der Mannschaft aus Chicago. Aufgrund eines Hinweises seines Basketballtrainers luden die Dallas Cowboys Cornell Green im Jahr 1962 zu einem Probetraining ein. Obwohl er selbst davon ausging nicht verpflichtet zu werden, bot ihm das von Tom Landry trainierte Team aus Dallas einen Vertrag an. Fortan wurde er als Cornerback in der Defense der Cowboys eingesetzt. Da er bereits in seiner Rookiesaison überzeugen konnte, wurde Green in das All-Rookie-Team der NFL gewählt. In diese virtuelle Mannschaft zogen die besten Nachwuchsspieler der Saison ein.
Die Dallas Cowboys zählten seit ihrem ersten Spieljahr 1960 zu den schlechtesten Mannschaften der NFL. Landry gelang es in den folgenden Jahren aus den Cowboys ein Spitzenteam zu formen. Abwehrspieler wie Mel Renfro, Jethro Pugh oder Larry Cole konnten verpflichtet werden. Im Jahr 1966 stieß das spätere Mitglied der Pro Football Hall of Fame Ernie Stautner als Assistenztrainer hinzu und betreute fortan die Defense der Mannschaft, die als Doomsday Defense in die NFL Geschichte eingehen sollte.
Im Spieljahr 1970 konnte Green, der ab dieser Saison als Safety eingesetzt wurde, mit seiner Mannschaft seinen ersten Meistertitel in der National Football Conference (NFC) gewinnen. Nachdem die Mannschaft in der Regular Season zehn von 14 Spielen gewinnen konnte, zog das Team aus Dallas in die Play-offs ein, wo man zunächst die Detroit Lions mit 5:0 besiegen konnte. Im folgenden NFC Championship Game gegen die San Francisco 49ers setzten sich die Cowboys mit 17:10 durch. Im Super Bowl V musste sich Green und seine Mannschaft den Baltimore Colts allerdings mit 16:13 geschlagen geben.
Im Jahr 1971 gewann Cornell Green mit den Cowboys in der Regular Season elf von 14 Spielen und zog damit erneut in die Play-offs ein. Nach einem 14:3-Sieg über die San Francisco 49ers im NFC Endspiel, gelang der Einzug in den Super Bowl VI. In diesem Spiel wurden die Miami Dolphins mit 24:3-Sieg besiegt.

## Nach der Laufbahn
Cornell Green spielte bis zum Jahr 1974 bei den Dallas Cowboys. Er setzte bei den Cowboys bis zum Jahr 1979 als Scout seine berufliche Karriere fort, um danach das Franchise für eine Tätigkeit in der Wirtschaft zu verlassen. Als Scout der Mannschaft aus Texas konnte er aber zuvor noch den Gewinn des Super Bowl VII feiern. Ab dem Jahr 1987 war er als Scout für die Denver Broncos tätig. Im Jahr 2015 setzte er sich, nachdem er zwei Super-Bowl-Siege (XXXII und XXXIII) mit den Broncos erleben konnte, zur Ruhe.

## Ehrungen
Cornell spielte fünfmal im Pro Bowl und wurde sechsmal zum All Pro gewählt. Als Basketballspieler wurde er im Jahr 1993 in die Ruhmeshalle seines Colleges aufgenommen.

## Quelle
- Jens Plassmann: NFL – American Football. Das Spiel, die Stars, die Stories (= Rororo 9445 rororo Sport), Rowohlt, Reinbek bei Hamburg 1995, ISBN 3-499-19445-7
- Peter Golenbock: Landry’s Boys: An Oral History of a Team and an Era, Triumph Books, 2005, ISBN 1-61749-954-4
- Brian Jensen, Troy Aikman: Where Have All Our Cowboys Gone, 2005, ISBN 1-4616-3611-6